# De utvalda (tecknad serie)

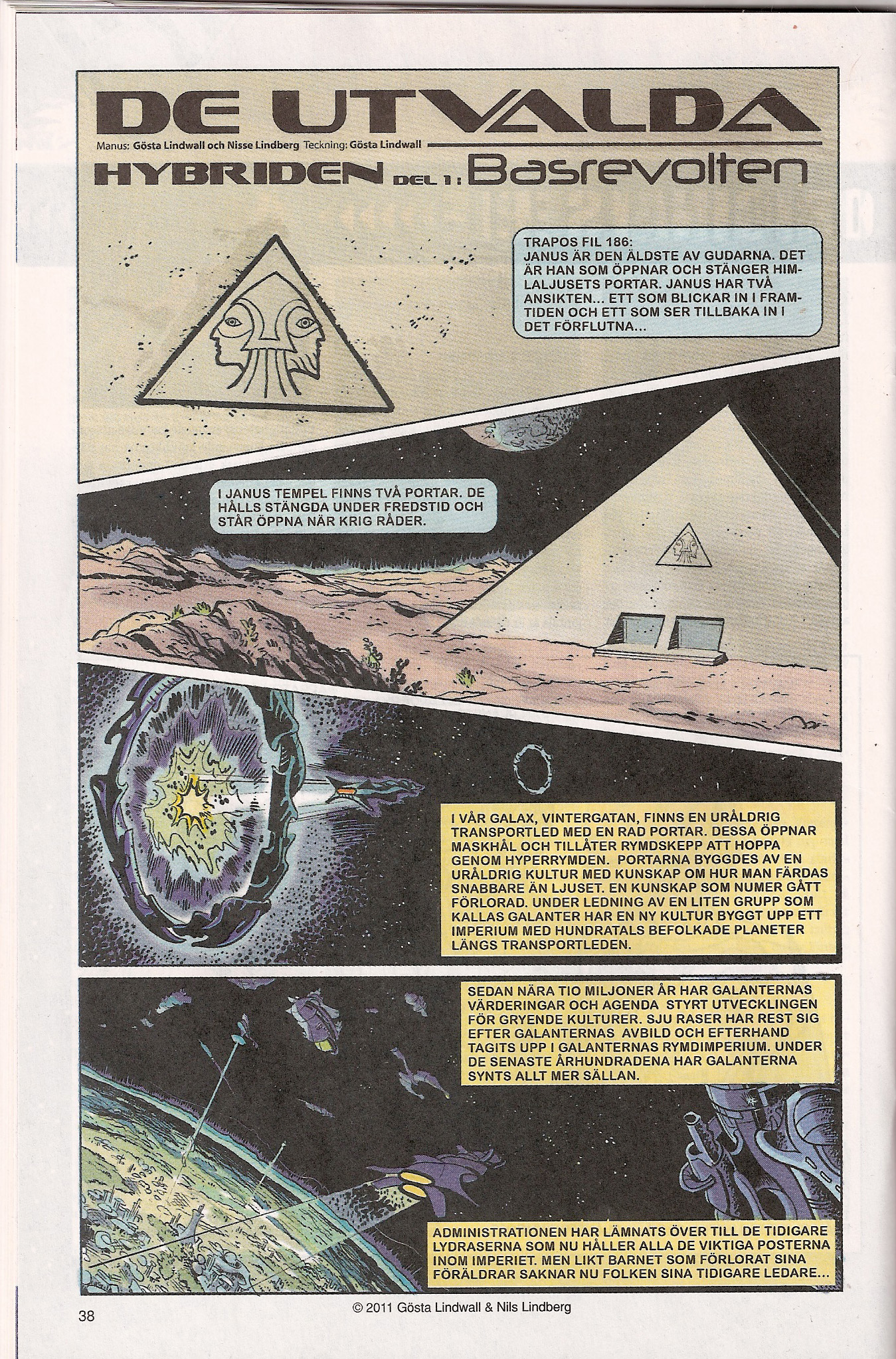
De utvalda. Originalserie till Fantomen 4 2011

De utvalda är en svensk science fiction-serie som skapats av Gösta Lindwall i samarbete med Nisse Lindberg. Gösta Lindwall står för teckningar och intrig och Nisse Lindberg hjälper till med manusarbetet. Det första avsnittet, Hybriden, publicerades i Fantomen nr 4, 5 och 7/2011. Från och med Fantomen nr 20 och 21/2012 gör serieskaparna en omstart av serien och går tillbaka till händelser som utspelades före hybriden, i en så kallad prequel. Nya avsnitt förekommer även i Fantomen nr 17 och 21/2013.